# Drahos Kálmán
Drahos Kálmán (Budapest, 1925. augusztus 26.) magyar operatőr. A Magyar Operatőrök Társaságának (HSC) nyugdíjas tagja.

## Életpályája
Szülei: Drahos Ferenc (1878–1950) és Schmelczer Rozália (1897–1965) voltak. Az Athenaeum Nyomdában dolgozott mint fényképész, retusőr és montírozó 1942–1951 között. A felszabadulás után a Színház- és Filmművészeti Főiskola hallgatója volt (1951–1954). 1952–1985 között a Híradó- és Dokumentum Filmgyár (majd Budapest Filmstúdió, ma: Mafilm II. sz. telepe) munkatársa volt. 1985-ben nyugdíjba vonult.
Számos híradóriportot és kisfilmet forgatott.

## Magánélete
1952-ben házasságot kötött Parádi Évával.

## Filmjei
- Nehéz kesztyűk (1957)
- Vasvirág (1958)
- Ha sokan összefognak (1959, Fehéri Tamással)
- Vívóvilágbajnokság (1959, Fehéri Tamással)
- Romániai képek (1962)
- Sport és technika (1963)
- Hruscsov Magyarországon (1964, Fehéri Tamással)
- Margitka (1965)
- Patyolat akció (1965)
- Európa-bajnokok (1966)
- 20 éves az úttörőmozgalom (1966, Fehéri Tamással, Fifilina Józseffel)
- Budapest sportváros (1967)
- Egyesült erővel (1967)
- A költő felel (1967)
- Az olaj és a csatorna (1967)
- Szövetkezeti emberek (1967)
- Októberi csillagok (1967, Fehéri Tamással)
- Viharos út (1968)
- Homok városa (1968)
- Ilyen gazdagok vagyunk (1968, Borsodi Ervinnel)
- A negyedik menet (1969)
- Világbajnokok (1978)
- Szaltó (1979-1981)
- Laosz lányai (1984)
- Labdarúgó iskola (2000)

## Díjai
- Ezüst Gerely-díj (1965)[3]